# Saverio Bettinelli
Pour les articles homonymes, voir Bettinelli.
Saverio Bettinelli ou Xavier Bettinelli (né le 18 juillet 1718 à Mantoue, en Lombardie – mort le 13 septembre 1808) était un religieux jésuite italien du XVIIIe siècle, qui fut également écrivain.

## Biographie

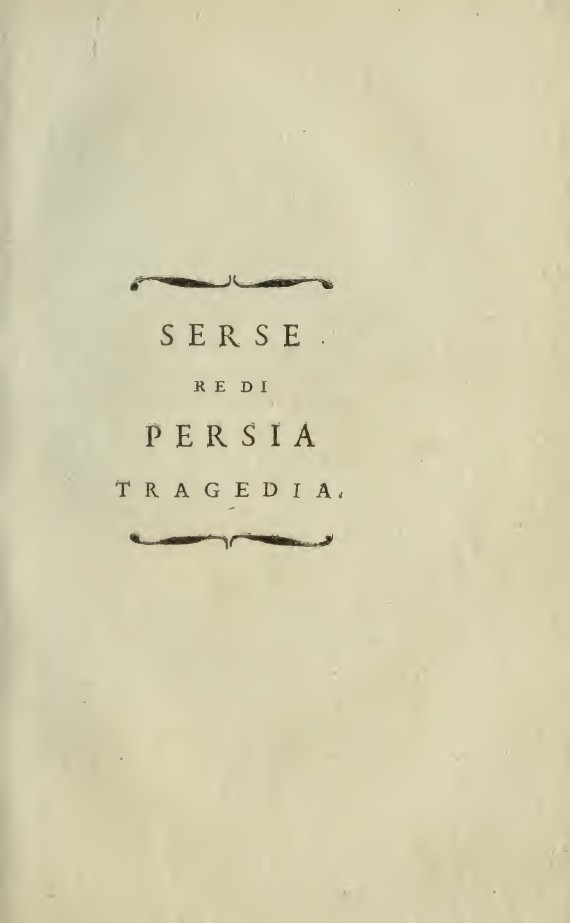
Serse re di Persia, 1800

Saverio Bettinelli naquit à Mantoue le 18 juillet 1718. Après avoir étudié sous les jésuites, dans sa patrie et à Bologne, il entra, en 1736, au noviciat de cette société. Il y fit un nouveau cours d’études, et enseigna ensuite les belles-lettres, depuis 1739 jusqu’en 1744, à Brescia, où le cardinal Querini, le comte Mazzuchelli, le comte Duranti et d’autres savants, composaient une illustre académie. Il commença à s’y faire connaitre par quelques poésies composées pour les exercices scolastiques. Envoyé à Bologne pour y faire sa théologie, il continua en même temps de cultiver son talent poétique, et fit aussi, pour le théâtre de ce collège sa tragédie de Jonathas. Le nombre des savants et des littérateurs réunis dans cette ville surpassait de beaucoup celui qu’il avait trouvé à Brescia. L’institut récemment fondé par le comte Marsigli, l’académie Clémentine du dessin, l’école de l’astronome poète Manfredi, la réputation naissant de ses savants et ingénieux élèves, Zanotti, Algarotti, etc., fixaient alors sur Bologne les regards du monde littéraire. C’est au milieu de cette réunion, où il fut admis, que Bettinelli acheva son éducation, et atteignit l’âge de trente ans. Il passa, en 1748, à Venise, où il alla professer la rhétorique. Il en sortit pour d’autres missions, et y retourna plusieurs fois. On voit par quelques-unes de ses épîtres en vers libres, ou sciolti, qu’il y fut lié d’amitié avec tout ce que cette ville et cet Etat possédaient alors de plus illustre. Il fut destiné par ses supérieurs à la carrière oratoire ; mais la faiblesse de sa poitrine le força d’y renoncer. La direction du collège des nobles, à Parme, lui fut confiée en 1751 ; il y dirigeait principalement les études poétiques, historiques, et les exercices du théâtre ; il y resta huit ans ; mais ce ne fut pas sans voyager dans plusieurs villes d’Italie, soit pour les affaires de sa compagnie, soit pour sa propre satisfaction ou pour sa santé. Il fit, en 1755, un plus long voyage, parcourut une partie de l’Allemagne, vint jusqu’à Strasbourg et à Nancy, et retourna par l’Allemagne en Italie, emmenant avec lui deux jeunes princes, fils ou neveux du prince de Hohenlohe, qui l’avait prié de se charger de leur éducation. Il fit l’année suivante un autre voyage en France avec l’ainé de ces deux jeunes princes, et logea, à Paris, au collège de Louis-le-Grand. Ce fut pendant ce voyage qu’il écrivit les fameuses Lettres de Virgile, et qu’elles furent imprimées à Venise avec ses sciolti et ceux de Frugoni et d’Algarotti. Les opinions, et, osons le dire nettement, les hérésies littéraires, spirituellement soutenues dans ces lettres contre les deux grandes lumières de la poésie italienne, et surtout contre le Dante, lui firent beaucoup d’ennemis, et, ce qu’il y eut pour lui de plus fâcheux, le brouillèrent avec Algarotti. Voulant connaitre de la France autre chose que Paris, il fit quelques excursions en Normandie et dans d’autres provinces ; il alla surtout en Lorraine, à la cour du roi Stanislas, d’où il se rendit à Lyon, et de là aux Délices, près de Genève, où il alla visiter Voltaire. Cette visite eut des particularités piquantes ; on en trouve plusieurs détails dans deux articles du Publiciste (26 brumaire et Ier frimaire an 7), mais avec beaucoup d’inexactitudes. Par exemple, on y fait de Bettinelli un frère servite, au lieu d’un jésuite, et on le donne pour né à Vérone, tandis qu’il l’était à Mantoue. Voltaire ne l’ignorait pas, lorsqu’en lui envoyant à son auberge une édition de ses œuvres, il y joignit ce quatrain, où il faisait allusion aux Lettres de Virgile :

« Compatriote de Virgile,
Et son secrétaire aujourd’hui,
C’est à vous d’écrire sous lui :
Vous avez son âme et son style »

De Genève, où il consulta Tronchin, Bettinelli se rendit à Marseille, de là à Nîmes, et repassa par Gênes en Italie et à Parme, où il arriva en 1759. La même année, il fit un voyage à Venise, et de là à Vérone, avec intention de s’y fixer. Il y resta jusqu’en 1767 ; ayant repris les travaux de la prédication et de l’enseignement, il convertissait la jeunesse, dit Ippolito Pindemonte dans ses Poesie campestri, à Dieu dans l’église, et au bon goût dans sa maison. Il était depuis quelques années à Modène, et il venait d’y être nommé professeur d’éloquence, lorsqu’en 1773, l’ordre des jésuites fut aboli en Italie. Alors il retourna dans sa patrie, où il reprit ses travaux littéraires avec une nouvelle ardeur. Il y publia plusieurs ouvrages ; et regrettant, à ce qu’il paraît, d’avoir tant écrit dans sa vie, sans avoir pu jusqu’alors rien écrire pour plaire aux femmes, probablement à cause de l’habit qu’il portait, il s’en dédommagea en publiant de suite sa correspondance entre deux dames, ses lettres à Lesbie sur les épigrammes, ses lettres sur les beaux-arts, et enfin ses vingt-quatre dialogues sur l’amour. Il venait de les publier, en 1796, quand la guerre éclata de toutes parts en Italie, et quand le siège mis par les Français devant Mantoue l’obligea d’en sortir. Il se retira à Vérone, et s’y lia de l’amitié la plus intime avec le chevalier Ippolito Pindemonte, malgré la disproportion d’âge qui existait entre eux. En 1797, lorsque Mantoue se fut rendue, il y retourna, et, quoique presque octogénaire, il reprit ses travaux et sa manière de vivre accoutumée. Il commença, en 1799, une édition complète de ses œuvres, qui ne fut terminée que deux ans après : l’abbate Bettinelli, Opere ed inedite, in prosa ed in versi, Venise, 1801, 24 vol. in-12. Parvenu à l’âge de quatre-vingt-dix ans, il conservait encore sa gaieté et la vivacité de son esprit ; enfin, le 13 septembre 1808, après quinze jours de maladie, il mourut avec la fermeté d’un philosophe et tous les sentiments d’un homme religieux.

## Œuvres
Il serait trop long de donner la liste de tous ses ouvrages, et d’en spécifier les éditions séparées ; il suffira de les indiquer dans l’ordre où il les a placés lui-même dans cette dernière édition.
- Ragionamenti filosofici, con annotazioni. Ces discours philosophiques, qui remplissent les deux premiers volumes, forment un cours de morale religieuse, dans lequel l’auteur avait eu dessein de montrer l’homme sous tous les rapports et dans tous les états, en suivant l’ordre des livres saints, et traitant d’abord de l’homme créé, de l’homme raisonnable, de l’homme maitre des créatures, et ensuite de l’homme dans les différents états d’isolement, de société, d’innocence, d’erreur, de repentir, etc. Il n’en a écrit que dix discours ; les notes sont-elles de petits traités philosophiques sur la beauté en général, sur la beauté d’expression, sur la physionomie, etc.
- Dell’Entusiasmo delle belle arti, 2 vol. en 5 parties, dont la dernière est un appendice des deux autres, et traite de l’histoire de l’enthousiasme chez les différents peuples, et de l’influence qu’ont eue sur l’enthousiasme, les climats, les gouvernements, et toutes les modifications sociales. Dans les deux premières parties, l’auteur, qui n’était pas très sujet à l’enthousiasme, en parle quelquefois peu clairement, se gonfle, au lieu de s’élever, et, cherchant avec effort une chaleur qui lui est étrangère, reste froid.
- Dialoghi d’amore, 2 vol. Le but de l’auteur est de montrer l’influence que l’imagination, la vanité, l’amitié, le mariage, l’honneur, l’amour de la gloire, l’étude des sciences, la mode, ont sur cette passion, et ensuite l’empire qu’elle exerce dans les productions des arts, de l’esprit, et surtout de l’art dramatique. Le dernier qui a pour titre : de l’Amour et de Pétrarque, est suivi de l’éloge de Pétrarque, l’un des meilleurs morceaux de l’auteur.
- Risorgimento negli studj, nelle arti e ne’ costumi dopo il mille, Bassano, 1775, 2 vol. in-8° ; ouvrage regardé en Italie comme superficiel, mais qui cependant contient des aperçus lumineux, et où les faits sont souvent présentés sous un point de vue philosophique qui ne manque ni de nouveauté, ni de justesse[3].
- Delle Lettere e delle Arti Mantovane ; lettere ed arti Modenesi, etc., 4 vol., presque tout rempli, comme on voit, de morceaux d’histoire littéraire, principalement consacrés à la gloire de Mantoue, patrie de l’auteur.
- Lettere dieci di Virgilio agli Arcadi, 1 vol. Ces lettres, qui ont été traduites en français d’abord par Langlard, 1759, in-12, puis par Pommereul, Florence (Paris), 1778, in-8°, sont de tous les ouvrages de Bettinelli celui qui a fait le plus de bruit. Les admirateurs des deux anciens poètes qui font le plus d’honneur à l’Italie ne les lui pardonnent pas encore. Elles sont suivies, dans ce volume, des Lettere d’un Inglese ad un Veneziano, qui roulent un peu vaguement sur divers sujets de littérature.
- Lettres italiennes d’une dame à son amie sur les beaux-arts, et Lettres d’une amie, tirées de l’original et écrites au courant de la plume, 3 vol. dont les Lettres sur les beaux-arts ne remplissent que le premier.
- Poesie, 3 vol., conteriant sept petits poèmes, ou poemetti ; seize épitres en vers libres (versi sciolti), des sonetti, canzoni, etc. Sans s’y montrer jamais grand poète, l’auteur y est toujours poète élégant et ingénieux. Ces trois volumes sont précédés d’un très bon discours sur la poésie italienne. Plusieurs des épitres et des poemetti sont assaisonnés du sel de la satire : tel est le poème en quatre chants intitulé le Raccolte (les Recueils), dans lequel Bettinelli tourne spirituellement en ridicule ces insipides recueils de vers que l’on voyait de son temps paraitre à tout propos en Italie.
- Tragedie, 2 vol. ; ces tragédies sont : Xercès, Jonathas, Démétrius Poliorcètes, et Rome sauvée, traduite de Voltaire ; elles sont précédées de quelques lettres écrites en français et d’un discours en italien sur la tragédie italienne. Quelques lettres sur la tragédie, une entre autres sur les tragédies d’Alfieri, viennent ensuite ; et le second de ces deux volumes est terminé par un éloge du Père Granelli, jésuite, prédicateur et poète, auteur de quatre tragédies estimées, et qui le sont surtout pour l’élégance et la beauté du style:  Sedecia, Manasse, Dione et Seila ; celles de Bettinelli leur sont fort inférieures.
- Lettere a Lesbia Cidonia sopra gli epigrammi, 2 vol. : ce sont vingt-cinq lettres mêlées d’épigrammes, de madrigaux, et autres petites pièces, les unes traduites, les autres originales.
- Enfin, un Essai sur l’éloquence, suivi de quelques lettres, discours et autres mélanges, 2 vol. Il y aurait de la témérité à porter un jugement sur une si grande diversité d’ouvrages, dont l’auteur a cessé depuis si peu de temps d’écrire et de vivre. Il semble, en général, qu’il y brille plus d’esprit et de talent que de chaleur et de génie ; que l’on y trouve des opinions littéraires dictées par un goût qui n’était pas toujours sûr, et qui, énoncées publiquement de trop bonne heure, ont souvent mis l’auteur dans l’embarras, ou de se rétracter, ou de persister, avec un jugement plus formé, dans ce qu’il sentait bien être des erreurs de jeunesse ; que sa philosophie, dont la partie morale est très pure, n’a, lorsqu’il veut s’élever à des questions métaphysiques, ni des principes assez définis, ni des déductions assez précises, et qu’elle est souvent verbeuse et déclamatoire ; mais que, si ses idées ne sont pas toujours dignes d’éloge, son style l’est presque toujours ; qu’après avoir eu aux yeux des philologues italiens le tort de respecter trop peu les grands écrivains du 14e siècle, il doit avoir auprès d’eux le mérite d’être reste constamment attaché à ceux du 16e siècle, et aux auteurs ses contemporains, qui les ont pris pour guides ; enfin d’avoir défendu jusqu’à la fin, par ses opinions par son exemple, la plus belle des langues vivantes, la corruption qui la menace, ou plutôt l’envahit de toutes parts[4].